# Lölling Schattseite
Lölling Schattseite je naselje v Občini Hüttenberg v Okraju Šentvid ob Glini na Koroškem v Avstriji.